# Počasna plovba
Počasna plovba (ang. Slow steaming) je praksa v mednarodnem ladijskem prometu, ki se je začela uporabljati v zadnjih letih zaradi naraščajočih cen goriva. Tovorne ladje plujejo precej počasneje od njihove maksimalne hitrosti, da prihranijo na gorivu in s tem tudi hkrati zmanjšajo škodljive emisije, ladijsko gorivo "bunker" ima namreč zelo visoko vsebnost žvepla. Počasna plovba se je pojavila okoli leta 2007, ko se je cena ladijskega goriva podvojila od $350 do $700 na tono. Večina velikih ladijskih družb po svetu je tako zmanjšala hitrost plovbe, še posebej je to očitno na kontejnerskih ladjah, ki imajo največjo hitrost plovbe.
Za počasno plovbo velja 18 vozlov, hitrosti pod 18 vozlov se označuje kot superpočasna plovba.
Po podatkih družbe Wärtsilä se poraba goriva zmanjša za 59%, če se zmanjša hitrost plovbe od 27 na 18 vozlov. Se pa zato plovba od Azije do Evrope poveča za približno teden, in še dlje na transpacifiških rutah. Velika kontejnerska ladja Emma Maersk lahko prihrani 4 000 ton goriva na ruti Evropa-Singapur, po ceni $600–700 to pomeni $2,4-2,8 milijonov prihranka na ceni goriva.
Nove kontejnerske ladje Maersk Trojni E razred, ki so največje kontejnerske ladje na svetu so že pri zasnovi optimizirali za počasnejšo plovbo. Kljub temu, da imajo večjo kapaciteto od E-razreda, imajo nameščene manj močne motorje.